# Хе Цихун
Хе Цихун (6 червня 1975) — китайська плавчиня.
Учасниця Олімпійських Ігор 1992, 1996 років. Чемпіонка світу з водних видів спорту 1994 року на дистанціях 100 і 200 метрів на спині.